# M. John Harrison
Michael John Harrison, född 26 juli 1945 i Rugby, Warwickshire, är en engelsk författare av science fiction, fantasy och annan skönlitteratur. Han har även arbetat som kritiker och redaktör.
Harrison är känd för sina säregna fantasy- (till exempel The Pastel City och Viriconium) och science fiction-romaner (till exempel The Commited Men och Light) samt för sina skräcknoveller (till exempel The Ice Monkey and other stories), men också för en helt realistisk roman om bergsklättring (Climbers). En krävande hobby han själv utövat i Yorkshire. 
Harrison har hyllats för sitt poetiska och ibland rent hallucinatoriska sätt att skriva prosa.

## Skrifter

### Fristående romaner
- The Committed Men (1971)
- The Centauri Device (1975)
- Climbers (1989, vinnare av Boardman Tasker-priset för bergslitteratur)
- The Course of the Heart (1992)
- Signs of Life (1996)
- Light (2002, delad vinnare av 2002 års James Tiptree, Jr. Award)
- Anima (2005, en samlingsutgåva av Signs of Life och The Course of the Heart)
- Nova Swing (2006)

### Fristående samlingar
- The Machine in Shaft Ten (1975)
- The Ice Monkey (1985)
- Travel Arrangements (2000)
- Things That Never Happen (2002, samlingsutgåva av The Ice Monkey och Travel Arrangements, med tillägg av visst tidigare opublicerat material)

### Viriconium-serien

#### Romaner
- The Pastel City (1971)
- A Storm of Wings (1980)
- In Viriconium (1982, U.S.-utgåva The Floating Gods. Nominerad för the Guardians romanpris)

#### Samlingsvolymer
- Viriconium Nights (1984, US-utgåva. Innehåller en kortare version av romanen "In Viriconium")
- Viriconium Nights (1985, UK-utgåva med några historier utbytta och andra texter reviderade)
- Viriconium (1988, samling av noveller plus en längre version av In Viriconium med introduktion av Iain Banks)
- Viriconium (2000, samlingsutgåva med samtliga Viriconiumromaner och UK-utgåvan av Viriconium Nights med introduktion av Neil Gaiman)
- Viriconium (2005, US-utgivet nytryck av samlingsutgåvan)

#### Anpassningar till grafiska framställningar
- The Luck in the Head (1991, omarbetning av novellen med samma namn, illustrerad av Ian Miller)
- Viriconium (Tyskspråkig omarbetning och översättning av "In Viriconium", illustrerad av Dieter Jüdt)

### Noveller iMichael MoorcocksJerry Cornelius-serie
- The Ash Circus (1969)
- The Nash Circuit (1969)
- The Flesh Circle (1971)

Ingen av dessa finns med i Harrisons egna samlingar men väl i antologierna The Nature of the Catastrophe och New Nature of the Catastrophe. Harrison samarbetade även med Michael Moorcock på en Jerry Cornelius-seriestripp illustrerad av Mal Dean, vilken också ingår i antologin.